# Burdż al-Arab al-Dżadida
Burdż al-Arab al-Dżadida – miasto w Egipcie, w muhafazie Aleksandria. W 2006 roku liczyło 41 661 mieszkańców.